# Jazz Jennings

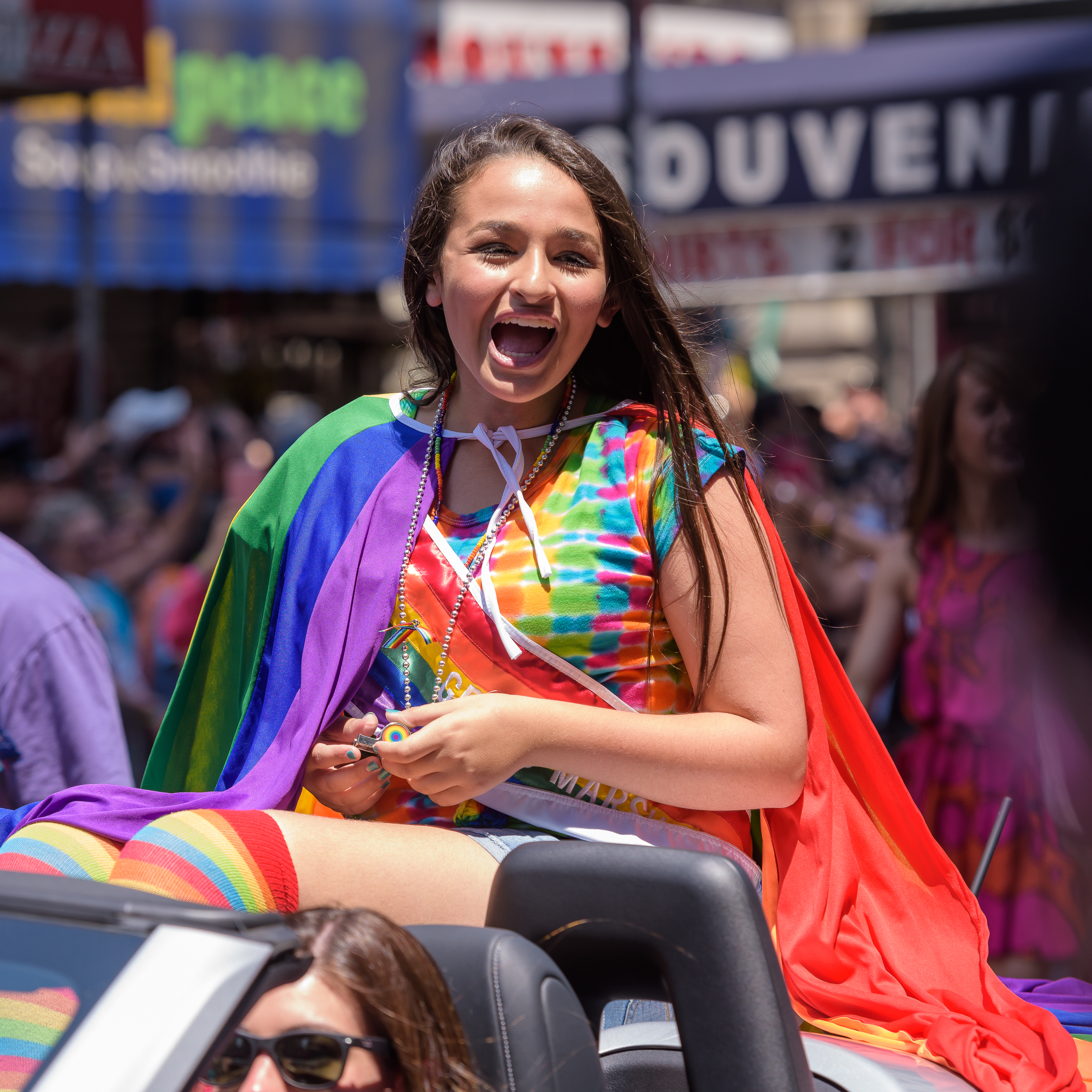
Jazz Jennings bei der NYC Pride Parade im Jahr 2016

Jazz Jennings (* 6. Oktober 2000 in Florida) ist eine US-amerikanische LGBT-Aktivistin, Reality-TV-Darstellerin und Buchautorin. Internationale Bekanntheit erlangte sie durch ihre in Internet und Fernsehen erschienenen Berichte über ihr Leben als transgender Teenager.

## Leben
Jennings wurde im US-Bundesstaat Florida als Sohn von Greg und Jeanette Jennings in eine jüdische Familie geboren. Der Name „Jennings“ ist ein Pseudonym, das ihre Familie zum Schutz der Privatsphäre in der Öffentlichkeit verwendet.
Bereits in sehr jungen Jahren hatte Jennings ihren Eltern gegenüber immer wieder deutlich gemacht, dass sie als Mädchen leben wolle. Im Jahr 2004 wurde bei ihr eine Geschlechtsidentitätsstörung diagnostiziert. Kurz darauf begann sie eine Therapie mit Ziel einer Geschlechtsangleichung. Später unterzog sie sich den zu diesem Zweck nötigen chirurgischen Eingriffen und einer Hormontherapie.

## Internet- und TV-Karriere
Jennings berichtet im Internet und in TV-Sendungen ausführlich über ihr Leben als transgender Teenager und ihre Erfahrungen mit ihrer Therapie sowie den therapiebegleitenden geschlechtsangleichenden Maßnahmen. Einem breiteren Publikum bekannt wurde sie durch ein Interview mit der TV-Journalistin Barbara Walters im Jahr 2012. Es folgten zahlreiche weitere Auftritte in Talkshows und anderen TV-Formaten. Mit dem TV-Sender TLC dreht sie 2022 die in siebter Staffel ausgestrahlte Reality-TV-Serie I Am Jazz (deutsch: Ich bin Jazz). Außerdem berichtet sie in einem eigenen YouTube-Kanal über ihr Leben als junge Transfrau.

## Mobbingvorwürfe
Jennings gibt an, im Laufe ihres Lebens immer wieder das Opfer von zumeist anonymen persönlichen Angriffen und Cyber-Mobbing geworden zu sein. Außerdem erhalte sie hasserfüllte Telefonanrufe. Die ständigen Angriffe seien mitverantwortlich dafür, dass sie an Depressionen leide und teilweise sogar an Selbstmord gedacht habe.
Im November 2017 äußerte der Schauspieler Derick Dillard über den Kurznachrichtendienst Twitter die Ansicht, Jennings Eltern hätten der Geschlechtsumwandlung ihres Kindes zugestimmt, um eine LGBT-freundliche „Agenda“ zu befördern. Zuvor hatte er Jennings’ Reality-TV-Show als „Oxymoron“ bezeichnet, da ihre Identität als Frau nicht real sei ("What an oxymoron... a 'reality' show which follows a non-reality"). Er bemitleide Jennings, da diese von ihrem  Umfeld „ausgenutzt“ würde. Das Geschlecht des Menschen sei nicht formbar, sondern „gottgegeben“. In seinen Tweets benutzte er für Jennings die männliche Form des Personalpronomens. Dillards Kommentare wurden in den Medien weitläufig als transphob bezeichnet. Als Reaktion auf seine Tweets wurde Dillard vom Fernsehsender TLC aus einer Realityshow entlassen. Außerdem gab TLC bekannt, dass der Sender in Zukunft nicht mehr mit Dillard zusammenarbeiten wolle.

## Veröffentlichungen
Jennings J (2016): Being Jazz: My Life as a (Transgender) Teen, Crown Books for Young Readers. ISBN 978-0-399-55464-3